# Мир (издательство)
«Мир» — советское и российское государственное издательство. Основано в 1964 году на базе естественно-научных и технических редакций «Издательства иностранной литературы» и «Издательства литературы на иностранных языках». Специализировалось на выпуске переводной научно-технической и научно-популярной литературы, а также фантастики.

## История
В 1964 году «Издательство иностранной литературы» и «Издательство литературы на иностранных языках» были реорганизованы: гуманитарные редакции, а также специальная редакция «Издательства иностранной литературы» перешли в подчинение издательству «Прогресс», а естественно-научные и технические редакций обоих издательств — в подчинение издательству «Мир».
В 2000 году в состав издательства «Мир» вошли издательства «Колос», «Транспорт», «Химия», «Металлургия», «Легпромбытиздат» и «Энергоатомиздат».
В 2006 году в отношении издательства было открыто судебное дело о несостоятельности (банкротстве). Решением Арбитражного суда Москвы 30 декабря 2008 года издательство было признано несостоятельным и в отношении него было открыто конкурсное производство, однако определением Арбитражного суда Москвы от 2 июня 2009 года производство по делу было прекращено, так как предприятие полностью погасило задолженность перед кредиторами по материалам дела. В том же году издательство было присоединено к унитарному предприятию «Отраслевой научно-практический комплекс „Здоровье“».
В 2012 году в здании издательства произошёл пожар, перекинувшийся также на соседние постройки, после чего издательство как юридическое лицо было ликвидировано.

## Издательская деятельность
Издательство «Мир» выпускало переводы на русский язык иностранных научных монографий, учебных пособий и тематических сборников по математике, физике, астрономии, астрофизике, геологии, геофизике, технике, химии, биологии, медицине, а также переводы на английский, немецкий, французский, итальянский, испанский и арабский языки отечественных монографий и учебных пособий по тем же темам. Кроме того, издательство выпускало переводы на русский язык научно-фантастической литературы, особенно в серии «Зарубежная фантастика» (например, А. Азимова, Р. Брэдбери, К. Д. Саймака, Р. Шекли и других).
| Статистические показатели      | 1972 | 1977 | 1979 |
| ------------------------------ | ---- | ---- | ---- |
| Книг и брошюр, печатных единиц | 540  | 402  | 414  |
| Тираж, млн экз.                | 5,7  | 5,8  | 7,6  |
| Печатных листов-оттисков, млн  | 108  | —    | —    |